# Intercontinental Le Mans Cup
L'Intercontinental Le Mans Cup, o più semplicemente ILMC, era un campionato automobilistico internazionale organizzato tra il 2010 e il 2011 dall'Automobile Club de l'Ouest che comprendeva corse di durata per vetture Sport Prototipo e Gran Turismo.  
Dal 2012 fu soppresso dopo l'istituzione del nuovo campionato mondiale Endurance.

## Contesto
Per dar vita a una nuova serie nel panorama mondiale delle corse endurance, e colmare un vuoto presente dalla fine del Campionato del mondo sportprototipi, l'ACO nel 2010 lanciò  questa coppa intercontinentale articolata su tre gare, ognuna in un continente diverso. Le prove inserite nel campionato 2010 erano la 1000 km di Silverstone in Europa, la Petit Le Mans di Road Atlanta in Nord America e la 1000 km di Zhuhai in Asia.
La prima edizione fu vinta dalla Peugeot 908 HDi FAP, prima in tutte e 3 le gare.
Nel 2011 le gare furono:
- 12 Ore di Sebring
- 1000 km di Spa
- 6 Ore di Imola
- 6 Ore di Silverstone
- Petit Le Mans
- 6 Ore di Zhuhai

L'ILMC servì da base per il lancio nel 2012 del nuovo Campionato del Mondo Endurance FIA creato dall'ACO e dalla FIA, che  integrò in calendario anche la 24 Ore di Le Mans.

## Classi di vetture
Le vetture ammesse sono di due tipi: prototipi e GT; devono essere conformi ai regolamenti tecnici ACO Le Mans, che in base a dimensioni, potenze, pesi, cilindrate e telai le suddivide in: 
- LMP1 - Le Mans Prototype 1
- LMP2 - Le Mans Prototype 2
- LMGT1 - Le Mans Gran Turismo 1
- LMGT2 - Le Mans Gran Turismo 2

I Prototipi sono costruiti per le competizioni e non hanno  alcun legame con le vetture di produzione, mentre le Gran Turismo derivano da vetture di serie modificate. Queste modifiche possono essere molto estese.

## Albo d'oro
| Anno | Anno        | LMP1                | LMP2              | GT1                | GT2                    |
| ---- | ----------- | ------------------- | ----------------- | ------------------ | ---------------------- |
| 2010 | Squadra     | Peugeot Sport Total | OAK Racing        | Larbre Compétition | Team Felbermayr-Proton |
| 2010 | Costruttore | Peugeot             |                   |                    | Ferrari                |
| 2010 | Vettura     | Peugeot 908 HDi FAP | Pescarolo 01-Judd | Saleen S7R         | Ferrari F430 GT        |
|      |             | LMP1                | LMP2              | GTE Pro            | GTE Am                 |
| 2011 | Squadra     | Peugeot Sport Total | Signatech Nissan  | AF Corse           | Larbre Compétition     |
| 2011 | Costruttore | Peugeot             |                   | Ferrari            |                        |
| 2011 | Vettura     | Peugeot 908         | Oreca 03-Nissan   | Ferrari 458 Italia | Corvette C6-ZR1        |